# Rio Bucureasa Mică
O Rio Bucureasa Mică é um rio da Romênia afluente do Rio Bucureasa Mare, localizado no distrito de Vâlcea.